# Vittorio Giacopini
Vittorio Giacopini (Roma, 1961) è uno scrittore, disegnatore, conduttore radiofonico e giornalista italiano.

## Biografia
Nato a Roma, trova lavoro nell'agenzia di stampa TMNews (ora askanews). Inizia la sua attività come autore di saggi di letteratura e critica letteraria, collaborando con riviste e giornali, tra cui Lo Straniero, diretta da Goffredo Fofi, Il sole 24 ore e "Il venerdì di Repubblica". 
Il suo primo libro, uscito nel 1999 per Bollati Boringhieri e intitolato Scrittori contro la politica, era una silloge di suoi saggi su autori politici del Novecento, tra cui George Orwell, Nicola Chiaromonte, Dwight Macdonald, Carlo Levi. Nel 2009 ha curato la raccolta degli scritti politici di Albert Camus.
In seguito si è dedicato anche alla scrittura narrativa. È autore di vari romanzi, tra i quali Re in fuga del 2008 (Premio Comisso), il romanzo-saggio L'arte dell'inganno, dedicato alla vicenda misteriosa dello scrittore B. Traven, Nello specchio di Cagliostro. Un sogno a Roma, e La mappa, con cui è entrato nella cinquina dei finalisti dell'edizione 2015 del Premio Campiello. Nel 2017 ha pubblicato il romanzo, "Roma", uscito a fine agosto per il Saggiatore. Dopo 7 anni è tornato al romanzo con "L'orizzonte degli eventi" pubblicato, a cura di Alberto  Rollo, da Mondadori.
Ha fatto più volte parte della giuria giudicante del Premio Lo Straniero, promosso dalla omonima rivista.
È una delle voci che si avvicendano alla conduzione di Pagina 3, la rassegna radiofonica della stampa letteraria e culturale che va in onda ogni mattina su Rai Radio 3.
Come illustratore collabora col settimanale "Left", per cui ha anche illustrato i volumi "Il giro del mondo in quindici reportage" , "Mani sulla città" e "C'è una favola in ogni cosa",  e ha realizzato le copertine di due libri di Dakota Press, Feste Galanti di Paul Verlaine, e Poe e Rimbaud, il corvo, il battello ebbro e altre poesie . Per Sur ha illustrato "Sillabario latinoamericano". Alcuni esempi del suo lavoro grafico possono trovarsi su Twitter all'account @navemorta.

## Opere
Romanzi e racconti
- Re in fuga. La leggenda di Bobby Fischer, Mondadori, 2008. ( Nuova edizione con nuova postfazione, Il Saggiatore, 2020)
- Il ladro di suoni, Fandango Libri, 2010, ISBN 978-8860441317.
- L'arte dell'inganno, Fandango Libri, 2011, ISBN 978-8860441911.
- Nello specchio di Cagliostro. Un sogno a Roma, il Saggiatore, 2013, ISBN 978-8842818526.
- La mappa, Il Saggiatore, 2015, ISBN 978-88-96904-11-4.
- Non ho bisogno di stare tranquillo. Errico Malatesta, vita straordinaria del rivoluzionario più temuto da tutti i governi e le questure del regno, elèuthera, 2012.
- Roma, il Saggiatore, 2017, ISBN 978-88-42823-53-7.
- Il manuale dell'eremita, Edizioni dell'Asino, 2018.Fantasmi e ombre. Roma, James Joyce e Giordano Bruno, Sossella 2021, con Enrico Terrinoni. Illustrazioni di Vittorio Giacopini
- L'orizzonte degli eventi, Mondadori, 2024, ISBN 978-8804773559

Saggi
- Introduzione a  Dwigth Macdonald, Masscult e Midcult, edizioni e/o, 1997, ISBN 88-7641-317-0.
- Scrittori contro la politica, Bollati Boringhieri, 1999.
- Goffredo Fofi, Vittorio Giacopini, Monica Nonno (a cura di), Nicola Chiaromonte, Ignazio Silone: l'eredità di "Tempo presente", 2000.
- Una guerra di carta, il Kosovo e gli intellettuali, elèuthera, 2000.
- No-global tra rivolta e retorica, elèuthera, 2002.
- Albert Camus, Mi rivolto dunque siamo. Scritti politici, a cura di V. Giacopini, elèuthera, 2002.
- Fuori dal sistema: le parole della protesta: Bettelheim, Goodman, Marcuse, i situazionisti, Barthes, Pasolini, minimum fax, 2004.
- Al posto della libertà. Breve storia di John Coltrane, edizioni e/o, 2005.
- Goffredo Fofi, Vittorio Giacopini (a cura di), Prima e dopo il sessantotto. Antologia dei Quaderni piacentini, prefazione di Pino Corrias, minimum fax, 2008.
- Goffredo Fofi, Vittorio Giacopini (a cura di), Stranieri. Albert Camus e il nostro tempo, Contrasto, 2012, ISBN 978-88-69653-36-0.

Traduzioni
- Peter Burke, Scene di vita quotidiana nell'Italia moderna, collana Collana Quadrante, traduzione di V. Giacopini, Laterza editrice, 1988, ISBN 978-88-42032-36-6.
- David Kertzer, Riti e simboli del potere, collana Collana I Sagittari, traduzione di V. Giacopini, Laterza editrice, 1989.
- Frank Cunningham, Teoria della democrazia e socialismo, traduzione di V. Giacopini, Editori Riuniti, 1991..
- Peter Burke, Il Rinascimento europeo. Centri e periferie, collana Collana Fare l'Europa, curata da Jacques Le Goff, traduzione di V. Giacopini, Laterza editrice, 1999.

illustratore
- "Sillabario latinoamericano, Un viaggio alla scoperta del catalogo Sur".
- Il giro del mondo in quindici reportage. illustrato da Vittorio Giacopini, Left 2019
- B.Traven, Coriandoli il giorno dei morti, racconti edizioni 2019, curato e illustrato da Vittorio Giacopini
- Le Mani sulla città, illustrato, Left 2019
- Gianni Rodari. C'è una favola in ogni cosa, Left 2020
- Valerio Billeri e Vittorio Giacopini, La trasfigurazione di Bill Delta Blind, cd con canzoni di Billeri e un racconto e illustrazioni di Giacopini
- James Joyce, Epifanie, Racconti edizioni, 2022